# 馬芝堡
馬芝堡，是台灣中部自清治時期至日治初期的一個行政區劃，其範圍包括今彰化縣的鹿港鎮、福興鄉全部，秀水鄉西部、埔鹽鄉中東部及溪湖鎮東北部。其名稱取自於臺灣原住民巴布薩族的馬芝遴社（今番社村一帶）。
馬芝堡西瀕台灣海峽，北邊為線西堡，東邊為線東堡、燕霧上堡、燕霧下堡，南邊為武西堡、二林上堡、二林下堡。

## 管轄街庄
馬芝堡共轄38個街庄：
- 今鹿港鎮境內：鹿港街、頂厝庄、打鐵厝庄、顏厝庄、海埔厝庄、廖厝庄、溝墘庄、頂番婆庄、南勢庄、草港中庄、草港尾庄
- 今福興鄉境內：福興庄、菜園角庄、洪堀藔庄、管嶼厝庄、鎮平庄、橋頭庄、番社庄、外埔庄、外中庄、三汴頭庄、大崙庄
- 今秀水鄉境內：馬興庄、馬鳴山庄、安東庄、埔姜崙庄、曾厝厝庄、下崙庄
- 今埔鹽鄉境內：南港庄、崙仔腳庄、廍仔庄、埔鹽庄、瓦磘庄、牛埔厝庄、南勢埔庄、三省庄
- 今溪湖鎮境內：四塊厝庄、三塊厝庄